# 千葉市立幕張南小学校
千葉市立幕張南小学校（ちばしりつ まくはりみなみしょうがっこう）は、千葉県千葉市花見川区幕張町3丁目にある公立小学校。

## 沿革
出典
- 1979年（昭和54年）
  - 4月1日 - 千葉市立幕張小学校より分離開校。
  - 4月2日 - 初代内田勝也校長以下職員18名着任。
  - 4月7日 - 第1回入学式挙行、第4学年までの32名でスタートを切った。
- 1980年（昭和55年）
  - 2月1日 - 体育館竣工。
  - 7月3日 - 校歌・校章制定記念式典挙行。
  - 7月24日 - プール竣工。
- 1981年（昭和56年）
  - 3月1日 - 校旗制定。
- 1982年（昭和57年）
  - 5月15日 - 幕張南小学校PTA発足。
- 1983年（昭和58年）
  - 3月10日 - 二期増築校舎竣工。
  - 3月13日 - 5周年式典開催。
- 1986年（昭和61年）2月18日 - 体育館緞(どん)帳完成。
- 1987年（昭和62年）
  - 1月21日 - 三期増築校舎竣工。
  - 日付不明 - 10周年記念式典開催。
- 1991年（平成3年）
  - 3月1日 - 生活科学校園新設。
  - 3月15日 - 校名看板揮毫（吉田天行氏による）。
- 1998年（平成10年）
  - 2月15日 - コンピュータルーム完成。
  - 11月20日 - 20周年式典開催。
- 2008年（平成20年）12月5日 - 30周年記念式典挙行し、記念講演開催。
- 2009年（平成21年）3月31日 - プレハブ校舎、エレベーター完成。30周年実行委員会より、ジャングルジム寄贈。
- 2018年（平成30年）11月13日 - 40周年記念式典開催。40周年実行委員会により、EnglishRoom完成。
- 2020年（令和2年）4月1日 - 特別支援学級開設。

## 学校教育目標
- 一人一人のよさを伸ばし
- 豊かな心を育てる[2]

## 通学区域と進学先中学校
出典

### 通学区域
- 花見川区
  - 幕張町1丁目（国道14号線（千葉街道）より海岸側の地域）
  - 幕張町2丁目（国道14号線（千葉街道）より海岸側の地域）
  - 幕張町3丁目（国道14号線（千葉街道）より海岸側の地域）
  - 幕張町4丁目（国道14号線（千葉街道）より海岸側の地域）
  - 幕張町5丁目（国道14号線（千葉街道）より海岸側の地域）
- 美浜区
  - 中瀬1丁目（全域）
  - ひび野1丁目（全域）
  - 若葉1丁目（全域）
  - 若葉2丁目（全域）

### 進学先中学校
- 千葉市立幕張西中学校

## 周辺
- 千葉市花見川区幕張コミュニティセンター - 千葉市道をはさんで、敷地が隣接。
- 千葉市立幕張第三保育所 - 上記幕張コミュニティセンターに隣接。
- 幕張舟溜跡公園 - 千葉市道をはさんで、敷地が隣接。
  - 電子基準点「千葉花見川」
- 幕張県営住宅（千葉県住宅供給公社）
- 若葉緑地
- 浜田川横水路
- UR都市再生機構幕張4丁目団地
  - なお、幕張県営住宅やUR幕張4丁目団地以外のマンションやアパートなどの住宅施設も点在。
- 国道14号線
  - 国道14号線沿いには、ヤマダデンキ家電住まいる館YAMADA幕張店などのロードサイド店も点在。
- 昭和学院秀英中学校・高等学校
- 渋谷教育学園幕張中学校・高等学校
  - 上記2校は、同一敷地内。
- 神田外語大学
- 千葉県情報教育センター
- 千葉県総合教育センター
- 放送大学
  - 本部
  - 附属図書館
  - 千葉学習センター
  - セミナーハウス
- 独立行政法人メディア教育開発センター - 放送大学敷地内。
- 千葉県立保健医療大学
  - 上記学校の南側には、東関東自動車道と国道357号線が通る。

## アクセス
- 京成バス「昭和学院秀英中学校・高等学校前」停留所より、
  - 「幕21」系統・幕張学園線のりばから、徒歩425m・約6分。
  - 「幕22」系統・コロンブスシティ線のりばから、徒歩約440m・約7分。
    - なお、学校敷地からバス停まで、直線距離では約155mほどだが、若葉緑地付近のT字路交差点に南北を結ぶ横断歩道が設置されてないため、約3倍ほどの距離となる。
- 千葉シーサイドバス「海浜幕張線」・「海浜長作線」・「海浜幕張花見川区役所線」・「海浜花島公園線」・「本郷海浜線」・「ZOZOマリンS花島公園線」・「ZOZOマリンS長作線」・「ZOZOマリンS幕張線」で、「総合教育センター」停留所より、
  - JR幕張駅行・JR幕張駅経由長作町行・JR幕張駅経由花見川区役所行・JR幕張駅経由花島公園行・JR幕張本郷駅行のりばから、徒歩約445m・約7分。
  - JR海浜幕張駅行・ZOZOマリンスタジアム行のりばから、徒歩約475m・約7分。